# Tuczna (gmina)
Tuczna (do 1927 gmina Międzyleś) – gmina wiejska w województwie lubelskim, w powiecie bialskim. W latach 1975–1998 gmina położona była w województwie bialskopodlaskim.
Siedziba gminy to Tuczna.
Według danych z 30 czerwca 2004 gminę zamieszkiwały 3584 osoby.

## Struktura powierzchni
Według danych z roku 2002 gmina Tuczna ma obszar 170,37 km², w tym:
- użytki rolne: 65%
- użytki leśne: 28%

Gmina stanowi 6,19% powierzchni powiatu.

## Demografia

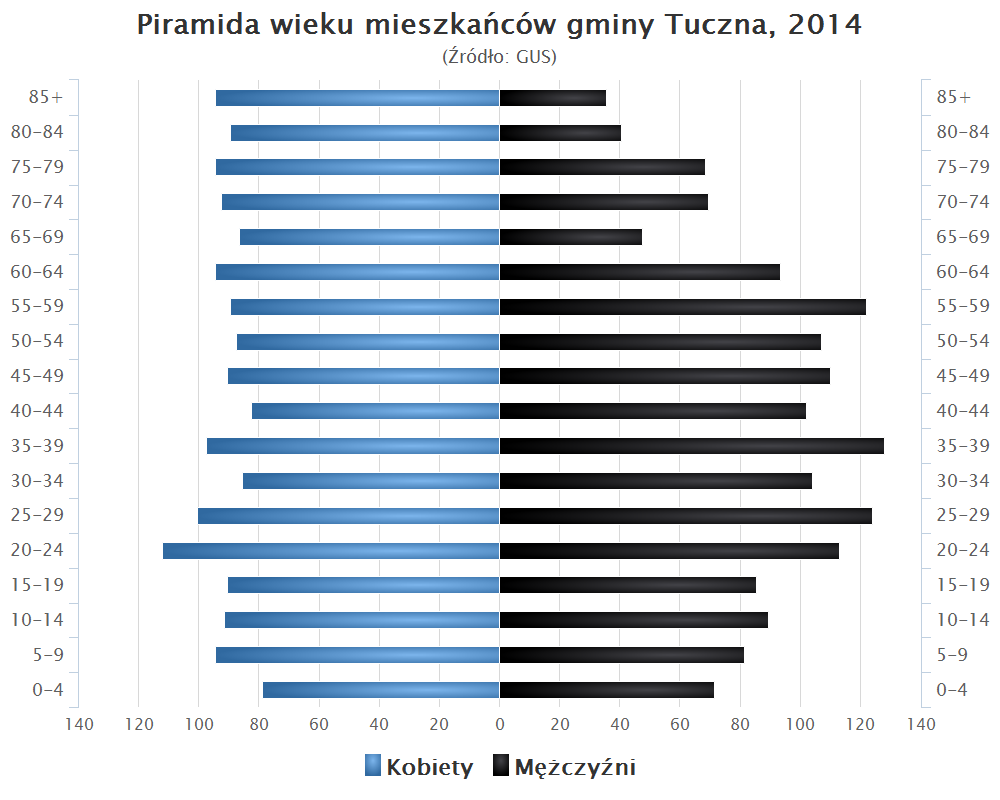
Piramida wieku mieszkańców gminy Tuczna w 2014 roku

Dane z 30 czerwca 2004:
| Opis                              | Ogółem | Ogółem | Kobiety | Kobiety | Mężczyźni | Mężczyźni |
| --------------------------------- | ------ | ------ | ------- | ------- | --------- | --------- |
| jednostka                         | osób   | %      | osób    | %       | osób      | %         |
| populacja                         | 3584   | 100    | 1809    | 50,5    | 1775      | 49,5      |
| gęstość zaludnienia (mieszk./km²) | 21     | 21     | 10,6    | 10,6    | 10,4      | 10,4      |

## Sołectwa
Bokinka Królewska, Bokinka Pańska, Choroszczynka, Dąbrowica Duża, Kalichowszczyzna, Leniuszki, Matiaszówka, Mazanówka, Międzyleś, Międzyleś POM, Ogrodniki, Rozbitówka, Tuczna (sołectwa: Tuczna I i Tuczna II), Wiski, Wólka Zabłocka, Wólka Zabłocka-Kolonia, Władysławów, Żuki.

## Sąsiednie gminy
Hanna, Kodeń, Łomazy, Piszczac, Sławatycze, Sosnówka